# Comarca Herrera Duque
Die Comarca Herrera Duque ist eine der zwölf Comarcas in der Provinz Badajoz.
Die im Nordosten der Provinz gelegene Comarca umfasst sechs Gemeinden auf einer Fläche von 1.123,63 km².

## Gemeinden
| Gemeinde                  | Einwohner (2024) | Fläche km² | Dichte Einw./km² | Cod INE | Postleitzahl |
| ------------------------- | ---------------- | ---------- | ---------------- | ------- | ------------ |
| Castilblanco              | 844              | 132,24     | 6                | 06035   | 06680        |
| Fuenlabrada de los Montes | 1.709            | 191,92     | 9                | 06051   | 06660        |
| Helechosa de los Montes   | 562              | 308,72     | 2                | 06062   | 06692        |
| Herrera del Duque         | 3.399            | 277,31     | 12               | 06063   | 06670        |
| Valdecaballeros           | 1.051            | 90,12      | 12               | 06137   | 06689        |
| Villarta de los Montes    | 395              | 123,32     | 3                | 06157   | 06678        |
| Comarca Herrera Duque     | 7.960            | 1.123,63   | 7                | –       | –            |

## Nachweise
1. ↑  Instituto Nacional de Estadística Municipal Register of Spain
2. ↑  FUENTE: Ministerio de Agricultura, Pesca y Alimentación